# 하나시촌
하나시촌(일본어: 葉梨村)은 일본 시즈오카현의 중부, 시다군에 속했던 촌이다. 현재의 후지에다시 남부에 해당한다.

## 역사
- 1889년 4월 1일 - 정촌제 시행에 의해 시다군 하나시촌이 성립하였다.
- 1954년 3월 31일 - 오지마정, 후지에다정,, 다카쓰촌, 오스촌, 이나바촌, 하나시촌과 합병해, 후지에다시가 성립하여, 동일 하나시촌은 폐지되었다.

## 교통

### 도로
현재는 국도 1호선 후지에다 하이패스가 구촌 지역을 통과해 야부다히가시 나들목, 야부다니시 나들목이 위치해 있지만, 당시에는 미개통 상태였다.

## 참고 문헌
- 가도카와 일본 지명 대사전 22 静岡県